# Beniamin Vogel
Beniamin Vogel (ur. 5 maja 1945 w Aksu, w Kazachstanie) – polski muzykolog. Specjalizuje się w socjologii muzyki, instrumentoznawstwie, historii instrumentów muzycznych (ze szczególnym uwzględnieniem historii fortepianu i skrzypiec) oraz praktyce wykonawczej muzyki dawnej.

## Życiorys
Egzamin dojrzałości zdał w Świdnicy, w 1962 roku. W 1968 roku, po ukończeniu Państwowej Szkoły Muzycznej II Stopnia w Wałbrzychu, rozpoczął studia w Instytucie Muzykologii Uniwersytetu Warszawskiego. Pracę magisterską Przemysł muzyczny w Królestwie Polskim 1815-1830 obronił tam w 1973 roku, dysertację Instrumenty muzyczne w kulturze Królestwa Polskiego 1815-1914 pod opieką prof. Andrzeja Chodkowskiego w 1977 roku. W 1986 roku przebywał na stypendium naukowym w Polish Studies Center w Bloomington (Uniwersytet Indiany, USA). Habilitację – broniąc pracy Budownictwo fortepianów na ziemiach polskich od połowy XVIII w. do II wojny światowej – uzyskał w 1988 roku. W 1992 roku przebywał na półrocznym stypendium naukowym w Institute for Advanced Studies in the Humanities w Edynburgu (Szkocja). W 1997 roku uzyskał tytuł docenta w Instytucie Muzykologii i Historii Sztuki Uniwersytetu w Lund (Szwecja).

## Działalność
W latach 1978–1994 był wykładowcą w IMUW, od 1979 do 1982 roku wykładał również w Akademii Teologii Katolickiej w Warszawie. W latach 1981–1989 był kierownikiem Stacji Naukowo-Badawczej IMUW w Bydgoszczy; od 2003 roku profesorem Katedry Edukacji Artystycznej Uniwersytetu Szczecińskiego.
Od 1977 roku jest członkiem Sekcji Muzykologów Związku Kompozytorów Polskich. W latach 1978–1994 był rzeczoznawcą Ministerstwa Kultury i Sztuki w zakresie zabytkowych instrumentów. Jest członkiem Rady Naukowej Muzeum Historii Przemysłu w Opatówku, a w latach 1986–1992 był tam Kustoszem Działu Fortepianów. Jest członkiem Związku Polskich Artystów Lutników (od 2008), American Musical Instrument Society (od 1990), Svenska samfundet för musikforskning (od 1995). W latach 2007–2011 był członkiem Rady Programowej Narodowego Instytutu Fryderyka Chopina. Od 2013 roku jest członkiem honorowym Stowarzyszenia Polskich Stroicieli Fortepianów. Współtworzy portal Instytutu Muzyki i Tańca Fortepian w zbiorach polskich.

## Wyróżnienia
- 1977, Nagroda Rektora UW za pracę doktorską[3],
- 1990, Nagroda Ministra Edukacji za pracę habilitacyjną[3],
- 1987, Nagroda Ministra Kultury i Sztuki za osiągnięcia badawcze (nagroda zespołowa)[2],
- 1987, Nagroda Ministra Kultury i Sztuki za osiągnięcia w zakresie ochrony zabytków (nagroda zespołowa)[2],
- 1987, Nagroda Ministra Kultury i Sztuki I stopnia za ekspertyzę Podstawowe uwarunkowania dostępu dzieci i młodzieży do kultury muzycznej[3].

## Publikacje
- Artykuły w czasopismach Rocznik Chopinowski, Życie Warszawy, Chopin in Performance, Studio, Chopin Studies, Ruch Muzyczny[2]
- 1980 Instrumenty muzyczne w kulturze Królestwa Polskiego. Przemysł muzyczny w latach 1815-1914[3]
- 1980 Kolekcja zabytkowych fortepianów Filharmonii Pomorskiej[3]
- 1988 Budownictwo fortepianów na ziemiach polskich do II wojny światowej[3]
- 1994 Polskie fortepiany XIX-XX w.[3]
- 1995 Fortepian polski. Budownictwo fortepianów na ziemiach polskich od poł. XVIII w. do II wojny światowej[3]
- 2007 Słownik lutników działających na historycznych i obecnych ziemiach polskich oraz lutników polskich działających za granicą do 1950 roku[3]
- 2018 Fortepian Chopina[2].